# FIFA Balón de Oro 2011
El premio FIFA Balón de Oro 2011 fue la segunda entrega de premios organizados por la FIFA. Las distinciones se dividen en 8 categorías: mejor jugador, mejor jugadora, mejor entrenador de categorías masculina y femenina, XI Mundial FIFA/FIFPro, Premio Puskás, Premio Presidencial y Premio Fair Play.
Los premios tuvieron lugar en Zúrich (Suiza) el 9 de enero de 2012. Messi recibió por tercera vez consecutiva el título del mejor jugador del mundo.

## Categoría masculina

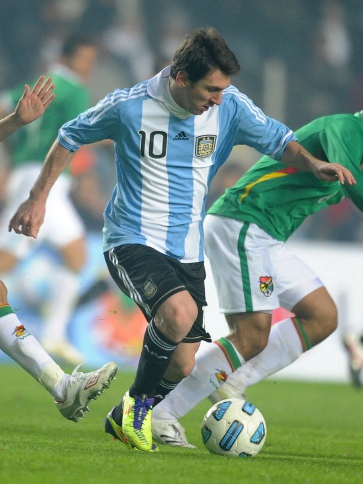
Lionel Messi ganador del premio en 2011.

### Mejor jugador del mundo
| Posición | Futbolista        | Nacionalidad | Club        | Total de votos | Voto de técnicos | Voto de capitanes | Voto de prensa |
| -------- | ----------------- | ------------ | ----------- | -------------- | ---------------- | ----------------- | -------------- |
| 1        | Leo Messi         | Argentina    | Barcelona   | 47,88%         | 16,03%           | 14,45%            | 17,40%         |
| 2        | Cristiano Ronaldo | Portugal     | Real Madrid | 21,60%         | 6,84%            | 7,46%             | 7,31%          |
| 3        | Xavi              | España       | Barcelona   | 9,23%          | 3,02%            | 3,46%             | 2,75%          |

Los siguientes 20 jugadores también estuvieron nominados para ganar el FIFA Ballon d’Or 2011:
| Posición | Futbolista             | Nacionalidad | Club                               | Votos |
| -------- | ---------------------- | ------------ | ---------------------------------- | ----- |
| 4º       | Andrés Iniesta         | España       | Barcelona                          | 6.01% |
| 5º       | Wayne Rooney           | Inglaterra   | Manchester United                  | 2.31% |
| 6º       | Luis Suárez            | Uruguay      | Ajax / Liverpool                   | 1.48% |
| 7º       | Diego Forlán           | Uruguay      | Atlético Madrid / Internazionale   | 1.43% |
| 8º       | Samuel Eto'o           | Camerún      | Internazionale / Anzhi Makhachkala | 1.34% |
| 9º       | Iker Casillas          | España       | Real Madrid                        | 1.29% |
| 10º      | Neymar                 | Brasil       | Santos                             | 1.12% |
| 11º      | Mesut Özil             | Alemania     | Real Madrid                        | 0.76% |
| 12º      | Wesley Sneijder        | Países Bajos | Internazionale                     | 0.72% |
| 13º      | Thomas Müller          | Alemania     | Bayern Munich                      | 0.64% |
| 14º      | David Villa            | España       | Barcelona                          | 0.53% |
| 15º      | Bastian Schweinsteiger | Alemania     | Bayern Munich                      | 0.50% |
| 16º      | Xabi Alonso            | España       | Real Madrid                        | 0.48% |
|          | Sergio Agüero          | Argentina    | Atlético Madrid / Manchester City  | 0.48% |
| 18º      | Éric Abidal            | Francia      | Barcelona                          | 0.36% |
| 19º      | Dani Alves             | Brasil       | Barcelona                          | 0.34% |
|          | Karim Benzema          | Francia      | Real Madrid                        | 0.34% |
| 21º      | Cesc Fàbregas          | España       | Arsenal / Barcelona                | 0.29% |
| 22º      | Nani                   | Portugal     | Manchester United                  | 0.26% |

### Mejor entrenador del mundo
| Posición | Técnico         | Club o Selección Nacional | Total de votos | Voto de técnicos | Voto de capitanes | Voto de prensa |
| -------- | --------------- | ------------------------- | -------------- | ---------------- | ----------------- | -------------- |
| 1        | Josep Guardiola | F. C. Barcelona           | 41,92%         | 13,29%           | 12,89%            | 15,74%         |
| 2        | Alex Ferguson   | Manchester United FC      | 15,61%         | 5,08%            | 5,41%             | 5,13%          |
| 3        | José Mourinho   | Real Madrid CF            | 12,43%         | 4,07%            | 6,11%             | 2,26%          |

## Categoría femenina

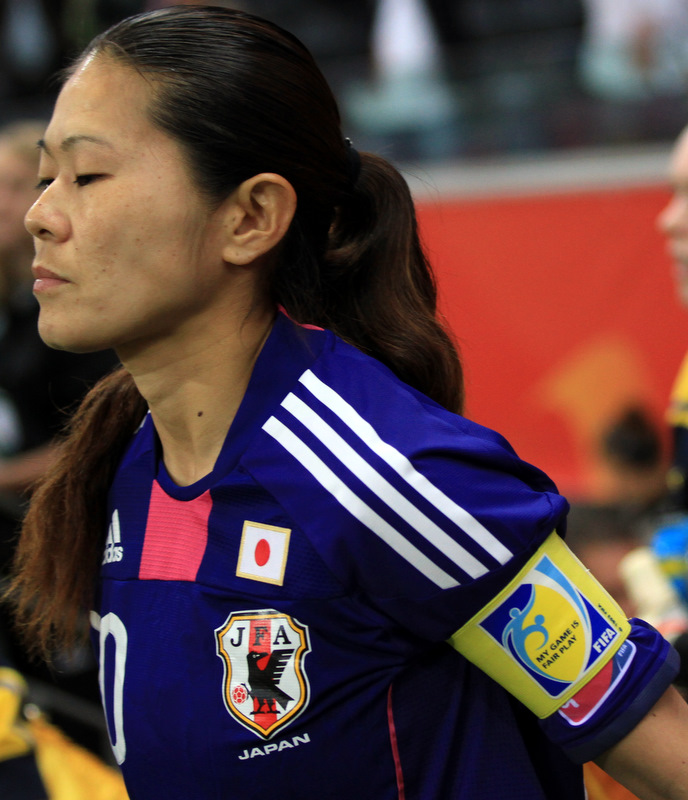
Homare Sawa, ganadora del premio en la categoría femenina.

### Mejor jugadora del mundo
| Posición | Futbolista   | Selección Nacional          | Club                   | Total de votos | Voto de técnicos | Voto de capitanes | Voto de prensa |
| -------- | ------------ | --------------------------- | ---------------------- | -------------- | ---------------- | ----------------- | -------------- |
| 1        | Homare Sawa  | Selección de Japón          | INAC Leonessa          | 28,51%         | 8,83%            | 7,94%             | 11,74%         |
| 2        | Marta        | Selección de Brasil         | Western New York Flash | 17,28%         | 5,99%            | 5,87%             | 5,42%          |
| 3        | Abby Wambach | Selección de Estados Unidos | MagicJack (WPS)        | 13,26%         | 4,69%            | 4,41%             | 4,16%          |

### Mejor entrenador/a del mundo
| Posición | Técnico      | Club o Selección Nacional   | Total de votos | Voto de técnicos | Voto de capitanes | Voto de prensa |
| -------- | ------------ | --------------------------- | -------------- | ---------------- | ----------------- | -------------- |
| 1        | Norio Sasaki | Selección de Japón          | 45,57%         | 15,47%           | 14,29%            | 15,81%         |
| 2        | Pia Sundhage | Selección de Estados Unidos | 15,83%         | 4,36%            | 5,69%             | 5,78%          |
| 3        | Bruno Bini   | Selección de Francia        | 10,28%         | 4,16%            | 2,60%             | 3,52%          |

## FIFA/FIFPro World XI

### Once Mundial de la FIFA
| Posición | Futbolista        | Nacionalidad | Club              |
| -------- | ----------------- | ------------ | ----------------- |
| POR      | Iker Casillas     | España       | Real Madrid       |
| DEF      | Daniel Alves      | Brasil       | F. C. Barcelona   |
| DEF      | Sergio Ramos      | España       | Real Madrid       |
| DEF      | Gerard Piqué      | España       | F. C. Barcelona   |
| DEF      | Nemanja Vidić     | Serbia       | Manchester United |
| MED      | Xabi Alonso       | España       | Real Madrid       |
| MED      | Andrés Iniesta    | España       | F. C. Barcelona   |
| MED      | Xavi Hernández    | España       | F. C. Barcelona   |
| DEL      | Cristiano Ronaldo | Portugal     | Real Madrid       |
| DEL      | Lionel Messi      | Argentina    | F. C. Barcelona   |
| DEL      | Wayne Rooney      | Inglaterra   | Manchester United |

## Premio Puskás

### Mejor gol del año
| Posición | Futbolistas  | Club               |
| -------- | ------------ | ------------------ |
| 1        | Neymar       | Santos             |
| 2        | Wayne Rooney | Manchester United. |
| 3        | Lionel Messi | F. C. Barcelona    |

## Distinción Presidencial

### Premio honorífico
| Persona o institución | Club              |
| --------------------- | ----------------- |
| Alex Ferguson         | Manchester United |

## Premio Fair Play

### Conducta deportiva
| Equipo                        |
| ----------------------------- |
| Asociación Japonesa de Fútbol |